# Fauna Estonije
Fauna Estonije tiče se životinjskoga svijeta Estonije, koja je šumovita zemlja smještena na Baltičkom moru. Ona je dio paleoartičke ekozone (prijelazno područje između zapadnih paleoartičkih, europskih i sibirskih područja) i umjerene sjeverne atlantske ekoregije.
Fitogeografski se Estonija dijeli između srednjoeuropskih i istočnoeuropskih pokrajina. Prema WWF-u, područje Estonije pripada ekoregiji sarmatičnih miješanih šuma.
Velika područja šume dom su mnogih životinja kao što su: obični ris, divlja svinja, smeđi medvjed i los. Smatra se da Estonija ima populaciju vukova od oko 200 jedinki, koja se smatra neznatno iznad optimalnoga raspona od 100 do 200 jedinki. Estonski svijet ptica odlikuje se rijetkim morskim pticama kao što su: Štelerova gavka (lat. Polysticta stelleri), mala lisasta guska (lat. Anser erythropus) i riđa muljača (lat. Limosa limosa), močvarne ptice kao što su: velika šljuka (lat. Gallinago media), kosac (lat. Crex crex) i zlatovrana (lat. Coracias garrulus) i velikih ptica grabljivica kao što je orao klokotaš (lat. Aquila clanga). 
Estonija ima pet nacionalnih parkova, uključujući Nacionalni park Lahemaa na sjevernoj obali kao najveći. Nacionalni park Soomaa, između Pärnua i Viljandija, poznat je po močvarama. Rezervati kao što ptičji rezervat Käina i nacionalni park Matsalu (močvare od međunarodnog značaja pod Ramsarskom konvencijom) također su popularni za turiste s velikim brojem ptica.